# Andrzej Sadowski (scenograf)

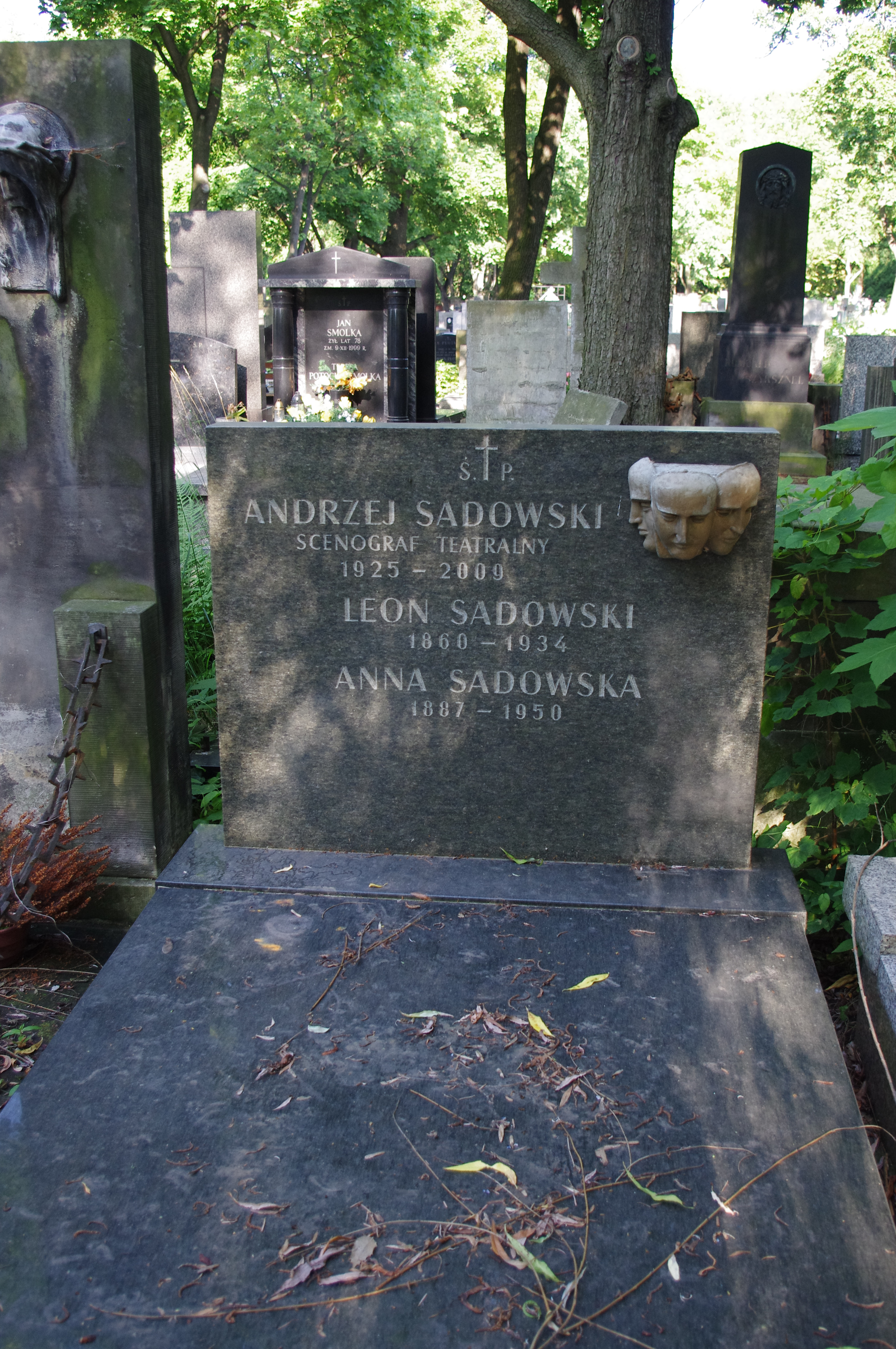
Grób scenografa Andrzeja Sadowskiego na Starych Powązkach w Warszawie

Andrzej Sadowski (ur. 25 czerwca 1926 we Lwowie, zm. 9 czerwca 2009 w Warszawie) – polski scenograf, twórca dekoracji i kostiumów, żołnierz Armii Krajowej, powstaniec warszawski.
Dyplom Wydziału Scenografii warszawskiej Akademii Sztuk Pięknych obronił w 1954 roku.
Na scenie debiutował w 1945 roku przygotowując dekoracje do „Rewii Polskiej Ballady” w Krakowie. Później pracował przede wszystkim na scenach warszawskich – m.in. w Teatrze Ludowym, Teatrze Dramatycznym, Teatrze Ateneum i Teatrze Narodowym. Współpracował również z teatrami poznańskimi – Nowym i Polskim oraz wrocławskimi – m.in. Polskim i Współczesnym. W teatrach dramatycznych współpracował z wieloma reżyserami – m.in. Izabellą Cywińską, Bohdanem Korzeniewskim, Jerzym Markuszewskim, Tadeuszem Mincem, Januszem Warmińskim, Lidią Zamkow, Jerzym Zegalskim.
Andrzej Sadowski zasłynął jako twórca scenografii i kostiumów do przedstawień operowych, gdzie pracował głównie z Ryszardem Perytem, oraz Jitką Stokalską i Markiem Weiss-Grzesińskim. Od 1971 roku stale współpracuje z Warszawską Operą Kameralną. Spektakle operowe realizował także m.in. w Teatrze Wielkim w Warszawie, Operze im. Moniuszki w Poznaniu oraz w Operze we Wrocławiu.
Do jego najbardziej znanych przedstawień operowych należą m.in. „Joanna D’Arc na stosie” Arthura Honeggera – zrealizowana w Operze im. Moniuszki w Poznaniu, „Otello” Giuseppe Verdiego, „Stabat Mater” Karola Szymanowskiego, „Reqiuem” Giuseppe Verdiego, „Śmierć w Wenecji” Benjamina Brittena – w Teatrze Wielkim w Poznaniu, „Borys Godunow” Modesta Musorgskiego, „Straszny dwór” Stanisława Moniuszki – w Teatrze Wielkim w Warszawie, „Il Ritorno D’Ulisee”, „Koronacja Poppei” Claudia Monteverdiego, oraz „Dido And Aeneas” Henry’ego Purcella – na scenie Warszawskiej Opery Kameralnej.
Począwszy od roku 1987 na deskach Warszawskiej Opery Kameralnej stworzył razem z reżyserem Ryszardem Perytem cykl przedstawień Mozartowskich rozpoczęty „Czarodziejskim fletem”. W ramach cyklu twórcy przygotowali m.in. takie opery jak „Apollo et Hyacintus”, „La Clemenza di Tito”, „Così fan tutte”, „Don Giovanni”, „Uprowadzenie z seraju”, czy „Wesele Figara”.
Andrzej Sadowski był współtwórcą i do 2000 roku kierownikiem Katedry Scenografii warszawskiej ASP.
Pochowany na cmentarzu Powązkowskim (kwatera 119-4-4).
Niektóre nagrody:
- 1972 – brązowy medal na Festiwalu Sztuk Pięknych w Warszawie;
- 1973 – nagroda II stopnia za oprawę plastyczną „Śmierci Tarełkina” Aleksandra Suchowo-Kobylina w reżyserii Izabelli Cywińskiej w Teatrze im. Bogusławskiego w Kaliszu na 13. Kaliskich Spotkaniach Teatralnych;
- 1998 – Nagroda Honorowa Fundacji Kultury za wybitne osiągnięcia artystyczne w inscenizowaniu oper barokowych Monteverdiego i Mozarta w Warszawskiej Operze Kameralnej (z Władysławem Kłosiewiczem, Ryszardem Perytem, Stefanem Sutkowskim);
- 1999 – nagroda „Koryfeusz scenografii polskiej”;
- 2005 – Nagroda im. Cypriana Kamila Norwida – nagroda specjalna za „dzieło życia”;
- 2008 – Złoty Medal „Zasłużony Kulturze Gloria Artis”[2].